# 410er
Portal Geschichte | Portal Biografien | Aktuelle Ereignisse | Jahreskalender | Tagesartikel

◄ |
4. Jh. |
5. Jahrhundert
| 6. Jh. | ►

◄ |
380er |
390er |
400er |
410er
| 420er | 430er | 440er | ►

410 |
411 |
412 |
413 |
414 |
415 |
416 |
417 |
418 |
419

## Ereignisse
- 410: Die Westgoten unter König Alarich I. belagern Rom, erobern die Stadt am 24. August und plündern sie drei Tage lang.
- 410: Verwaltung und Truppen des weströmischen Reiches räumen Britannien.
- 413: Gründung des Burgundenreichs um Worms durch König Gundahar.
- Die Westgoten und das weströmische Reich unter Flavius Honorius schließen einen Föderatenvertrag. Den Westgoten werden Wohnsitze im südlichen Gallien zugewiesen. So entsteht in Aquitanien das Westgotenreich um Tolosa, das heutige Toulouse (daher von den Historikern Tolosanisches Reich genannt).